# Václav Neckář
Václav Neckář (Praga, 23 ottobre 1943) è un attore e cantante ceco.
Dal 1968 al 1970 ha fatto parte del celebre gruppo pop "Golden Kids" con le cantanti Marta Kubišová e Helena Vondráčková.
È sposato con Jaroslava e ha due figli.

## Biografia
È stato attore in due film diretti da Jiří Menzel - il drammatico Treni strettamente sorvegliati (1966), tratto da un romanzo di Bohumil Hrabal, e il comico Allodole sul filo (1990).
Con la caduta del comunismo e la riabilitazione di Marta Kubišová non più interdetta dalle pubbliche apparizioni, i Golden Kids sono di nuovo assieme al Karlin di Praga (26 e 27 dicembre 1989) e in una fortunata serie di concerti e show televisivi (1994 e 2003).

## Discografia
1. Václav Neckář zpívá pro mladé (1966)
2. Dobrou zprávu já přináším vám (1968)
3. Světská sláva – polní tráva (1971)
4. Doktor Dam Di Dam a jeho bacily – live (1973)
5. Tomu, kdo nás má rád (1974)
6. Planetárium (1977)
7. Vašek vypravuje (1979)
8. Podej mi ruku... (1980)
9. Sluneční věk (1981)
10. Mýdlový princ (1981)
11. Příběhy, písně a balady 1 (1982)
12. Příběhy, písně a balady 2 (1982)
13. Příběhy, písně a balady 3 (1983)
14. My to spolu táhnem dál (1984)
15. Pokus o autoportét (1986)
16. Atlantida '99 (1987)
17. Pod komandem lásky (1988)
18. Časy se mění! (1992)
19. The Best of Václav Neckář – Jak se ten čas letí (1965–70) (1993)
20. Václav Neckář – Unpluged (1995)
21. Kolekce Václava Neckáře 1 – Václav Neckář zpívá pro mladé (1995)
22. Kolekce Václava Neckáře 2 – Dobrou zprávu já přináším vám (1996)
23. Kolekce Václava Neckáře 3 – Světská sláva – polní tráva (1997)
24. Vašek vypravuje pohádky Františka Nepila (1997)
25. Kolekce Václava Neckáře 4 – Motejl Modrejl (1968–1970) (1998)
26. Kolekce Václava Neckáře 5 – Můj brácha má prima bráchu (1999)
27. Kolekce Václava Neckáře 6 – Doktor Dam Di Dam a jeho bacily (2000)
28. Kolekce Václava Neckáře 7 – Tomu, kdo nás má rád (2001)
29. Zlatej Vašek (2001)
30. Oči koní (2005).

## Filmografia
- Treni strettamente sorvegliati (Ostře sledované vlaky), regia di Jiří Menzel (1967)
- Allodole sul filo (Skrivánci na niti), regia di Jiří Menzel (1990)